# La Naissance de saint Jean Baptiste et l'imposition de son nom
La Naissance de saint Jean Baptiste et l'imposition de son nom est un tableau réalisé par le peintre italien Luca Signorelli vers 1483-1484. De format horizontal, cette huile sur bois de peuplier est une peinture chrétienne qui représente Jean le Baptiste peu après sa naissance. Achetée en juillet 1824, l'œuvre, probablement un élément de prédelle par sa taille et son support, est conservée au musée du Louvre, à Paris, en France.
Debout dans l'entrée qui éclaire la chambre, un homme est représenté de profil observant Élisabeth, encore alitée, confiant délicatement et comme à regret, son fils nouveau-né à une servante, deux autres domestiques apparaissant en retrait ainsi qu'un personnage - peut-être la matrone - vu de dos et appuyé sur le bas du lit. À l'opposé de la porte, assis près du bord droit de la composition, le père du futur prophète, Zacharie, est montré en train de d'écrire, une fois choisi le prénom de son fils. 